# Koblberg (Berg)
Der Koblberg ist mit 1044 m ü. A. der höchstgelegene Pass in Oberösterreich. 
Die Straße über den Pass liegt zur Gänze in der Gemeinde Liebenau und führt vom Ort Liebenau (970 m Seehöhe) in den Ortsteil Liebenstein (986 m Seehöhe). Die Straße führt am Fuße des Brockenbergs vorbei, erreicht erst am Koblberg (1046 m ü. A.) den höchsten Punkt. 